# اوللوبیائول
اوللوبیائول (به لاتین: Ullubiyaul) یک منطقهٔ مسکونی در روسیه است که در شهرستان قره‌بودوخ‌کنتسکی واقع شده‌است.